# Suhoj Su-11
Suhoj Su-11 (NATO oznaka 'Fishpot-C') je sovjetski enomotorni reaktivni prestreznik, ki je prvič poletel 25. decembra 1958. Proizvodnja je potekala med letoma 1962 in 1965, obsegala pa je samo 108 letal. Zadnje letalo je bilo upokojeno okoli leta 1983.
Su-11 ima precej podobno krilo, trup in vstopnik kot njegov predhodnikv Suhoj Su-9. Su-11 poganja turboreaktivni motor Ljulka AL-7 z dodatnim zgorevanjem. Največja hitrost je Mach 2,2.

## Specifikacije (Su-11-8M)
Splošne karakteristike
- Posadka: 1
- Dolžina: 18,29 m (60 ft 0 in)
- Razpon kril: 8,43 m (27 ft 8 in)
- Višina: 4,88 m (16 ft 0 in)
- Površina kril: 34 m² (366 ft²)
- Teža praznega letala: 9000 kg (20000 lb)
- Naložena teža: 13600 kg (30000 lb)
- Pogon letala: 1 × Ljulka AL-7F-1 turboreaktivni motor, 96 kN (21164 lbf)

 Zmogljivost 
- Maks. hitrost: Mach 2,2, 2340 km/h (1454  mph) at 11000 m (36000 ft)
- Doseg:
- Bojni: 500 km (312 mi)
- Največji dolet: 1125 km (703 milj)
- Višina leta: 17000 m (55760 ft)
- Hitrost vzpenjanja: 136,7 m/s (27000 ft/min)
- Obremenitev kril: 400 kg/m² (82 lb/ft²)
- Razmerje potisk/teža: 0,71

Oborožitev

- 4  R-98 (AA-3 'Anab') rakete zrak-zrak